# 奇兵隊
奇兵隊（きへいたい）とは、江戸時代末期（幕末）に結成された、藩士と藩士以外の武士・庶民からなる混成部隊。「奇兵」とは正規の武士を意味する「正規兵」の反対語で、「奇兵隊」も、藩士・武士のみからなる「撰鋒隊」に対する反対語に由来する。
主に結成された奇兵隊は以下の通りで、順次詳細をこの項にて述べる。
1. 江戸時代後期の幕末に結成された長州藩の部隊
2. 西南戦争のときの西郷軍が組織した部隊

## 長州奇兵隊

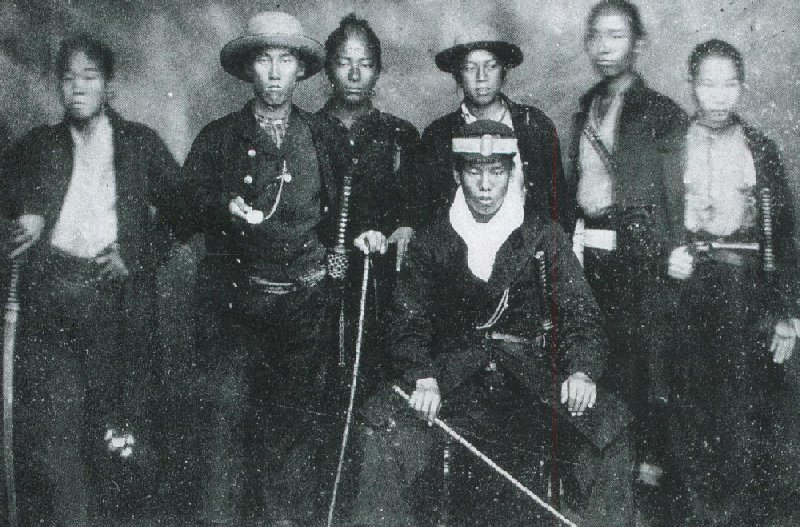
長州奇兵隊の隊士（一部）

長州藩の奇兵隊は長州藩諸隊と呼ばれる常備軍の1つである。
奇兵隊などの諸隊は文久3年（1863年）の下関戦争の後に藩に起用された高杉晋作らの発案によって組織された戦闘部隊で、これら諸隊の編制や訓練には、高杉らが学んだ松下村塾の塾主・吉田松陰の『西洋歩兵論』などの影響があると指摘されている。当初は外国艦隊からの防備が主目的で、本拠地は廻船問屋の白石正一郎邸に置かれた。本拠地はのちに赤間神宮へ移る。奇兵隊が結成されると数多くの藩士以外の者からなる部隊が編制され、長州藩諸隊と総称される。
同年に奇兵隊士が撰鋒隊と衝突した教法寺事件の責めを負い、高杉は総督を更迭された。その後、河上弥市と滝弥太郎の両人が奇兵隊第2代総督を継ぎ、第3代総督は赤禰武人、その軍監は山縣狂介が務めた。同年には、京都で八月十八日の政変が勃発し、朝廷から長州勢力が追放される。
翌元治元年（1864年）、新選組に捕らえられ拷問されていた古高俊太郎を救済するため池田屋に集まっていた各地の志士たちが当の新撰組・会津藩・桑名藩によって突如襲撃された池田屋事件により、長州藩では吉田稔麿・杉山松助ら11名が犠牲となったため、長州藩では卒兵上京してでも朝廷の誤解を解くべきという来島又兵衛らの勢力を抑えられなくなった。来島又兵衛・久坂義助（久坂玄瑞）らが率いる先方隊約1000名が世子毛利定広率いる本隊約2000名の大阪上陸を押し留めて藩主父子の雪冤（せつえん）を嘆願しに行った結果、会津藩・桑名藩の軍勢に対しては優勢であったものの、援軍として加わった薩摩藩により形勢を逆転され、来島又兵衛は被弾で戦死、久坂義助（久坂玄瑞）・寺島忠三郎は嘆願を果たせず鷹司家邸内で自裁、長州勢は総崩れとなって退却し、大阪湾・瀬戸内海経由で帰藩した。この禁門の変により、長州藩は禁裏を侵したとして「朝敵」とされた。幕府は「朝敵」とした長州藩を更に征伐するため、第一次長州征伐を宣言する。
長州藩は、3家老自裁により第一次長州征伐の戦禍を未然に防いだものの、椋梨藤太・乃美織江などの俗論派政権が長州正義派の志士たちを粛正し始めたため、それを聞きつけた高杉晋作が亡命中であったにも拘わらず帰藩し、諸隊に決起を求め、功山寺挙兵を決行し、絵堂の会戦等で高杉ら正義派が勝利して俗論派を一掃し、長州藩の主導権を握った。
これらの結果、長州藩の方針は破約攘夷・倒幕に定まる（破約攘夷は、異勅だった1858年の不平等条約を完全撤廃した1911年に完全成就し、倒幕は、1867年の大政奉還から1869年の戊辰戦争終了にかけて完全成就する）。

### 第二次長州征伐
翌、元治2年（1865年）、幕府によって再び第二次長州征伐（四境戦争・長幕戦争）が行われたものの、木戸孝允・大村益次郎・高杉晋作・山田顕義の指揮の下、奇兵隊ほか諸隊が幕府軍を圧倒し、江戸幕府に完全勝利した。第15代将軍徳川慶喜の名代として長州藩と講和するため安芸（広島県）までやって来た幕閣は、後に明治政府で参議の一人となる勝麟太郎（勝海舟）であった。
慶応2年（1866年）1月21日、長州藩は薩摩藩と倒幕・長州雪冤の方針で薩長同盟を締結する。
慶応3年10月14日（1867年11月9日）、大政奉還。
慶応3年12月9日（1868年1月3日）、朝廷より、江戸幕府の廃止を明言した王政復古の大号令が発せられた。奇兵隊ほか長州藩諸隊は新政府軍の一部となり、旧幕府軍との戊辰戦争で戦うことになる。また、この頃、周防地区では第二奇兵隊（南奇兵隊）も作られている。
奇兵隊は身分制度にとらわれない武士階級と農民や町人が混合された構成であるが、袖印による階級区別はされていた。また、奇兵隊には被差別部落民も取り入れられていた。当初これらの賤民層は屠勇隊として分離され、奇兵隊とは別に扱われていたが、その後、彼等は奇兵隊に組み入れられる事となった。ただし、宿舎における寝場所の違い、ワッペンのデザインなどで厳然たる差別は残った。
隊士には藩庁から給与が支給され、隊士は隊舎で起居し、蘭学兵学者・大村益次郎の下で訓練に励んだこのため、いわゆる民兵組織ではなく長州藩の正規常備軍である。奇兵隊は、総督を頂点に、銃隊や砲隊などが体系的に組織された。高杉は、泰平の世で貴族化して堕落した武士よりも志をもった彼らの方が戦力になると考えていたとされる。隊士らは西洋式の兵法をよく吸収し、ミニエー銃や当時最新の兵器・スナイドル銃を取り扱い、戦果を上げた。
奇兵隊には統一された西洋的な軍服のイメージがあるが、当初からそうだったわけではなく、結成から最初の1年ほどは服装に明確な基準がなかった。元治元年(1864年)にはじめて胴着に袴の和装軍服が定められ、軍服に用いる生地や色には身分ごとに細かな定めが設けられていた。慶応元年（1865年）、藩は、軍服の生地に輸入毛織物を使用することを規則として認めた。和装から洋装へ変化したのは慶応3年（1867年）9月になってのことであるが、この段階でも使用する生地は身分別であった。画期となったのは慶応4年（1868年）6月のことで、この時に軍服が羅紗の生地で統一され、以降、全兵士が身分に関係なく同じ軍服で戦うことになった。

## 脱隊騒動
明治維新ののち、長州藩の藩政改革で奇兵隊ら諸隊の処置に不満を抱いた兵士たちによる反乱が起こった。

## 西郷軍奇兵隊
西南戦争のときに高瀬・田原の戦いに敗れ熊本城の包囲を解いて矢部浜町に退却した西郷隆盛の軍が大隊を中隊に編制替えしたときにつくられた部隊で、隊長野村忍介、総軍監を佐藤三二、飫肥の小倉処平、佐賀の乱の生き残りで西郷軍に合流した石井竹之助が勤めた。豊後国（大分県）に進出し、西南戦争の中期・後期に活躍した。